# The Diamonds
The Diamonds — канадский мужской вокальный квартет. Был популярен в конце 1950-х — начале 1960-х годов, когда 16 синглов группы попали в первую сотню «Билборда».
В 2004 году группа была принята в Зал славы вокальных групп.

## Дискография
См. «The Diamonds § Discography» в английском разделе.